# Hana Al Bayaty
Hana Al Bayaty (Aurillac, 1979) est une documentariste militante politique franco-irakienne vivant en Belgique. Elle a une formation politique et artistique. Elle a tourné le film Sur la démocratie en Irak (2003, 52 minutes) lors d’une réunion à Londres du bureau de l’opposition irakienne, trois semaines avant l’invasion américaine.

## Filmographie
- 2012 : Berlin Telegram